# Bennie Liljenfors
Bennie Liljenfors (verksam under pseudonymen Sten Wilding), född 1938, är en svensk författare inom detektivroman-genren. Hans verk Vita frun har översatts till finska och norska. Han skrev även tre "romaner om en brottsling"  under pseudonymen K.G. Matiason: Mördaren (1976) Älskaren (1977), och Rånaren (1978)

### Priser och utmärkelser
- 1973 - Sherlock-priset

### Fotnoter
1. ↑  ”Sten Wilding”. Libris.kb.se. http://libris.kb.se/hitlist?q=sten+wilding&r=&f=simp&t=v&s=rc&g=&m=25. Läst 11 juni 2012.
2. ↑  Jeffmar, Marianne (lördag 24 augusti 2013). ”Bennie Liljenfors/K G Matiason”. Marianne Jeffmars blogg. http://mariannejeffmar.blogspot.com/2013/08/bennie-liljenforsk-g-matiason.html. Läst 25 maj 2020.